# Hédi Khefacha
Hédi Khefacha (arabe : الهادي خفشة), de son nom complet Mohamed Hédi Khefacha, né le 11 octobre 1916 à Monastir et mort le 24 mai 1976 à Paris, est un homme politique tunisien.

## Jeunesse
Fils du hadj Hamda Khefacha, un riche commerçant de Monastir, et de Mahbouba Bhouri, il obtient une licence de droit en France puis revient à Tunis où il exerce le métier d'avocat.
Khefacha rejoint tôt les rangs du Néo-Destour. Lors des procès montés contre des militants nationalistes, il prend leur défense. Après l'arrestation des leaders destouriens, il forme avec Bahi Ladgham et Hédi Saïdi le cinquième bureau politique clandestin afin de mener l'action du parti et du mouvement national ; ils sont toutefois arrêtés en janvier 1940.
Après l'indépendance de la Tunisie en 1956, il devient le premier directeur des ports tunisiens.

## Carrière politique
Khefacha entame par la suite une longue carrière politique. De par sa compétence et ses liens familiaux avec le président Habib Bourguiba, il réussit à se maintenir dans les hautes sphères du pouvoir tunisien jusqu'à sa mort.

### Ministre
Le 30 décembre 1958, il fait son entrée au gouvernement en devenant ministre de la Justice en remplacement d'Ahmed Mestiri. Par cette nomination, Bourguiba fait de lui le troisième personnage dans l'ordre constitutionnel de sa possible succession. Entre-temps, il cumule les fonctions de ministre du Commerce et des Finances entre le 4 octobre 1960 et le 30 janvier 1961,.
Le 5 mai 1966, il est nommé ministre de la Santé, avant d'être nommé le 8 septembre 1969 comme ministre de l'Intérieur. Il quitte ce poste clé le 12 juin 1970 pour le retrouver le 29 octobre 1971. Limogé le 17 mars 1973, après que Ahmed Ben Salah se soit échappé de sa prison le 4 février, il connaît une courte disgrâce avant que Bourguiba ne le nomme le 5 juin de la même année comme ministre de l'Équipement et de l'Habitat. Le 14 janvier 1974, il prend la tête du ministère de la Défense nationale, dernier poste qu'il occupe au sein du gouvernement.

### Cadre destourien
Le 19 octobre 1964, il devient, par sa qualité de ministre, membre d'office du comité central du Parti socialiste destourien (PSD). Il est désigné le 7 novembre 1969 comme membre de son bureau politique, jusqu'à la démission de tous les membres en date du 8 juin 1970. Au congrès de Monastir I, tenu du 11 au 15 octobre 1971, il est élu à nouveau membre du comité central et élu le 22 octobre comme membre du bureau politique. Élu une nouvelle fois membre du comité central au congrès de Monastir II, tenu du 12 au 15 septembre 1974, il est désigné le 22 septembre comme membre du bureau politique, poste qu'il conserve jusqu'à sa mort.
Il est également député de la circonscription unique puis de la première circonscription de Kasserine pour les première, deuxième et troisième législatures, soit de 1959 à 1974. Il est alors élu député de la circonscription de Monastir, poste qu'il occupe jusqu'à son décès.
Il est aussi conseiller municipal à Monastir et membre du comité de coordination du PSD dans la région homonyme.

## Mort
Atteint d'un cancer, il meurt le 24 mai 1976 à l'hôpital du Val-de-Grâce à Paris ; un deuil national de trois jours est alors proclamé.
Son corps est rapatrié à l'aéroport de Tunis-Carthage et accueillies par Bourguiba en personne, en compagnie de tous les autres membres du gouvernement et du bureau politique. Le troisième jour, le Premier ministre Hédi Nouira et le mufti Mohamed El Hédi Belkadhi prononcent son oraison funèbre au cimetière du Djellaz. Les funérailles officielles ont lieu à Monastir, en présence de Bourguiba qui a accompagné sa dépouille, l'ultime oraison funèbre étant prononcée par Mohamed Sayah, directeur du PSD.